# 타이니팜
타이니팜은 컴투스에서 개발한 모바일 소셜 네트워크 게임이다.

## 게임 구성 요소

### 기반 시스템
- 농장 시스템
- 동물 시스템
- 친구 시스템
- 레벨
- 경험치
- 행복지수
- 동물 자격증
- 애정
- 골드
- 벨
- 비치시스템
- 상점 시스템
- 토이빌리지 시스템

### 농장 시스템
- 농장
- 건물
- 밭
- 해변가
- 식물
- 토이빌리지

### 동물 시스템
- 구매 및 사냥
'동물 상점' 또는 '사냥꾼의 오두막'에서 동물을 구할 수 있다. 벨이나 골드를 지불하여 동물 상점에서 동물을 사거나, 사냥꾼의 오두막에서 벨이나 골드를 이용해 사냥꾼을 고용하여 사냥으로 동물을 얻을 수 있다.
- 먹이주기
동물의 성장시간이 다 채워지면 짚 같이 생긴 아이콘을 클릭하면 된다.
- 애정주기
- 교배
같은 종류의 동물 두 마리에게 일정량의 애정을 준 후, 교배를 시켜 새끼 동물을 얻는다. 확률에 따라 동일한 색깔의 새끼 또는 다른 색깔의 새끼가 태어난다.동물에 따라 교배비용이 다르다.
- 콜렉션
현재까지 수집한 동물들의 콜렉션을 확인할 수 있으며, 각 동물마다 3가지 변종을 모두 모은 경우 별도의 보상이 주어진다. 현재 2차 콜렉션의 첫 항목인 '말하는 동물' 시리즈가 속속들이 업데이트되고있다.
- 마스터리
동물에게 먹이를 주거나 애정을 주면 마스터리(숙련도)가 증가한다. 마스터리는 총 5단계가 존재하며, 2단계와 4단계로 증가하는 시점에 200골드가 보상으로 주어지고, 3단계와 5단계로 증가하는 시점에 1벨의 보상으로 주어진다. 단, 이벤트 기간 동안 얻을 수 있던 이벤트 동물의 경우에는 마스터리 단계를 올릴때마다 벨을 준다.

### 친구 시스템
- 추가 및 삭제
월드맵에서 친구를 추가하거나 삭제할 수 있다.
- 목장 방문
월드맵을 경유하여 친구의 농장에 방문할 수 있다. 방문 시, 하루 중 한 번씩 보상(애정포인트, 골드, 경험치)이 주어진다.
- 메시지 보내기
친구 농장의 메시지 판에 메시지를 남길 수 있다.
- 친구의 동물에게 애정주기
친구 농장의 동물에게 하루에 한 번 애정을 줄 수 있다. 애정을 주면 그에 따른 보상(경험치, 행복지수)이 주어진다.
친구 농장에 애정을 주는 것은 하루중에 15회로 제한된다.